# マラーノ
マラーノ（marrano）は、スペイン語で豚、もしくは汚らしい人を示す言葉。歴史的な用語としては、かつてスペインにおいて、コンベルソと呼ばれたキリスト教に改宗したユダヤ人を侮蔑的にマラーノと呼ぶことがあった。なおコンベルソのうち、意識の上ではユダヤ教を守った「隠れユダヤ人」を「マラーノ」と呼ぶこともある。
コンベルソについて、詳しくは「コンベルソ」を参照。